# Amtsgericht Fraustadt
Das Amtsgericht Fraustadt war ein preußisches Amtsgericht mit Sitz in Fraustadt (Provinz Posen).

## Geschichte
Das königlich preußische Amtsgericht Fraustadt wurde mit Wirkung zum 1. Oktober 1879 als eines von sieben Amtsgerichten im Bezirk des Landgerichtes Lissa im Bezirk des Oberlandesgerichtes Posen gebildet. Der Sitz des Gerichtes war Fraustadt. Sein Gerichtsbezirk umfasste aus dem Kreis Fraustadt die Stadtbezirke Fraustadt und Schlichtingsheim, den Polizeidistrikt Fraustadt und den Polizeidistrikt Luschwitz ohne eine Reihe von im Gesetz genannten Gemeindebezirken. Am Gericht bestanden 1880 zwei Richterstellen. Das Amtsgericht war damit ein mittelgroßes Amtsgericht im Landgerichtsbezirk. Der Amtsgerichtsbezirk kam aufgrund des Versailler Vertrages 1919 zu Polen, und das Amtsgericht stellte seine Arbeit ein.
Im Jahre 1939 wurde Polen deutsch besetzt. Im Rahmen der Neuorganisation der Gerichte in Ostdeutschland und im ehemaligen Polen wurde das Amtsgericht Fraustadt jedoch nicht neu gebildet.